# Košarkaški klub Atlas Beograd
Il Košarkaški klub Atlas Belgrado è stata una società cestistica avente sede a Belgrado, in Serbia, fondata nel 1972, nel 2006 ha cessato di esistere.
Durante la sua storia, specialmente per ragioni di sponsor, ha assunto diverse denominazioni, di seguito elencate:
- 1972-1973: Novi Belgrado
- 1973-1991: IMT Beogrado
- 1991-1993: Info RTM Belgrado
- 1993-1994: IMT-Zeleznicar Belgrado
- 1994-2000: IMT Beopetrol Belgrado
- 2000-2003: Beopetrol Belgrado
- 2003-2006: Atlas Belgrado

## Palmarès
- Coppa di Jugoslavia: 1

1987